# Twice
Twice (hangul: 트와이스, zapis stylizowany: TWICE) – południowokoreański girlsband k-popowy utworzony przez wytwórnię JYP Entertainment. Zespół został złożony poprzez południowokoreański reality show Sixteen, debiutując tym samym z dziewięcioma członkiniami: Nayeon, Jeongyeon, Momo, Sana, Jihyo, Mina, Dahyun, Chaeyoung oraz Tzuyu. Członkinie są pochodzenia południowokoreańskiego, japońskiego, a także tajwańskiego. Zespół zadebiutował 20 października 2015 roku wydając pierwszy minialbum pt. The Story Begins.
Nazwa ich oficjalnego fanklubu to Once.

## Historia

### Przed debiutem
19 grudnia 2013 roku JYP Entertainment ogłosiła, że w pierwszej połowie 2014 roku zadebiutuje nowy girlsband. 27 lutego 2014 roku stażystki JYP, Lena i Cecilia, zostały oficjalnie wymienione jako członkinie grupy. Innymi kandydatkami na członkinie były Nayeon, Jeongyeon, Jisoo (później Jihyo) i Minyoung. 2014, stażyści JYP Lena i Cecilia zostali potwierdzeni jako członkowie grupy, podczas gdy inni członkowie grupy to JYP Nayeon, Jeongyeon, Jisoo (później Jihyo) i Minyoung. Po wyjeździe Cecilii, Sana zastąpiła ją, ale tuż przed debiutem 6MIX (początkowa nazwa zespołu), z wytwórni odeszła Lena uniemożliwiając debiut zespołu.
11 lutego 2015 roku Park Jin-young ogłosił, że skład kolejnej grupy JYP zostanie wybrany przez Sixteen, survivalowy reality show emitowany na kanale Mnet. Pierwszy odcinek został wyemitowany 5 maja, program zakończył się wyborem Nayeon, Jeongyeon, Sana, Jihyo, Mina, Dahyun i Chaeyoung jako członkiń TWICE.
JYP powiększył zespół o dwie członkinie, dodając Tzuyu będącą „wyborem publiczności”, ponieważ była najbardziej popularną uczestniczką programu, a także Momo, która została dodana przez samego JYP, ponieważ czuł, że grupa potrzebuje kogoś o jej zdolnościach. Decyzja była kontrowersyjna w tym czasie, gdyż wielu ludzi narzekało na to, że wyeliminowane uczestniczki mogły dołączyć do grupy.
Twice zadebiutowały pod koniec 2015 roku. 10 lipca 2015 roku Twice założyły oficjalne konto na Instagramie i opublikowały pierwsze zdjęcie wszystkich dziewięciu członkiń.

### 2015–2016: Debiut zThe Story Begins,Page TwoiTWICEcoaster: Lane 1
7 października 2015 roku JYP Entertainment uruchomiła oficjalną stronę zespołu i ogłosiła przez SNS, że grupa zadebiutuje z minialbumem The Story Begins i głównym singlem „Like OOH-AHH”. W komponowaniu utworu wzięli udział Black Eyed Pilseung znani z komponowania udanych piosenek, takich jak „Only You” grupy miss A. 20 października płyta i teledysk do głównego utworu zostały wydane w Internecie i poprzez Naver V Live. Tego samego dnia odbył się showcase, podczas którego Twice zaprezentowały „Like OOH-AHH” oraz z utwory dance „Must Be Crazy” (kor. 미쳤나봐) i „Do It Again” (kor. 다시 해줘). Teledysk zdobył 50 milionów odsłon w ciągu pięciu miesięcy od premiery i stał się najczęściej oglądanym debiutanckim teledyskiem spośród ówczesnych zespołów K-popowych. W grudniu Twice podpisały dziesięć kontraktów z firmami zarabiając łącznie 1,8 mld wonów. 27 grudnia zespół wykonał remix singla „Like OOH-AHH” w SBS Gayo Daejeon, był to pierwszy występ Twice w końcoworocznym programie muzycznym.

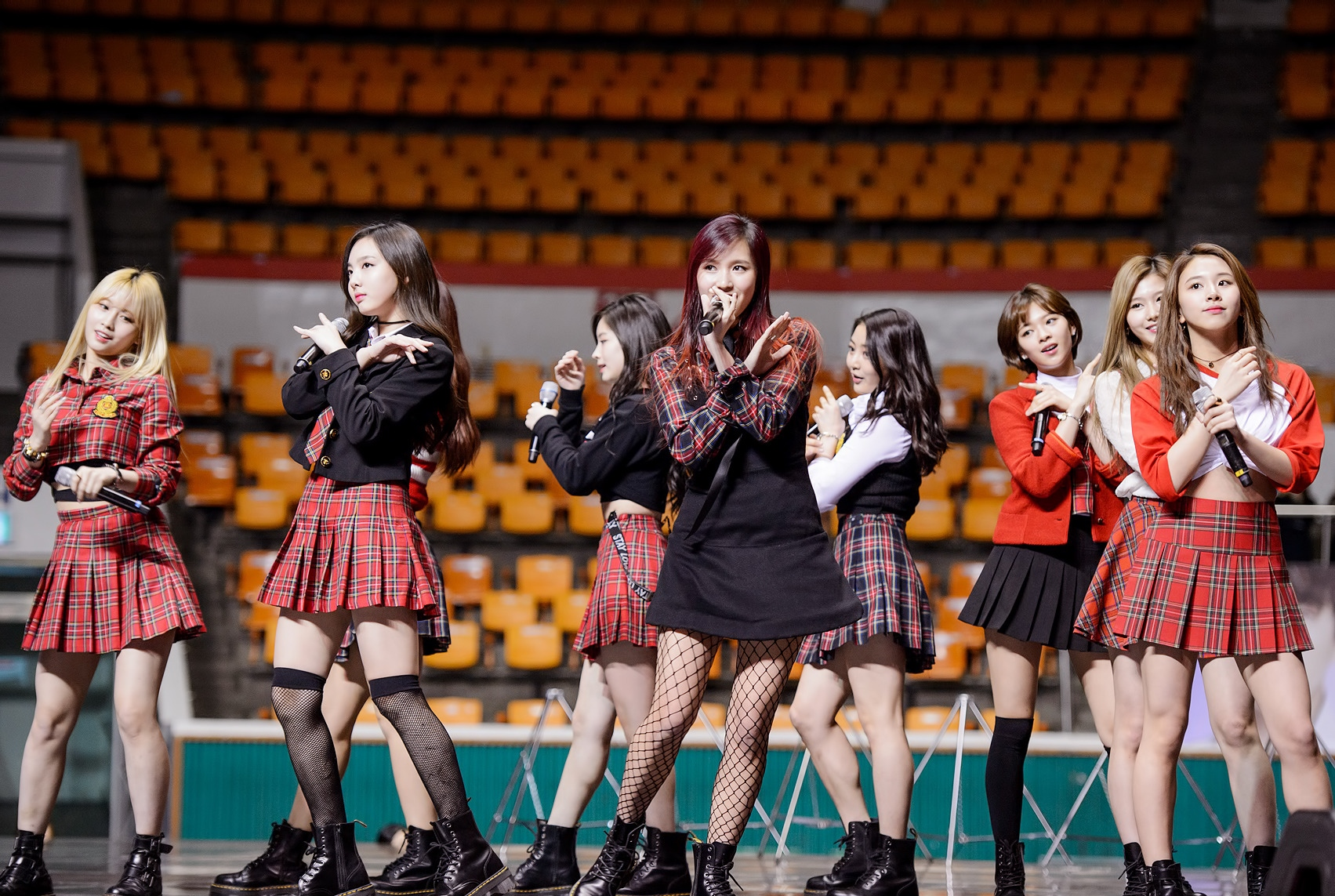
Twice występujące w Seoul Arts College 27 lutego 2016

Drugi minialbum Twice, Page Two, ukazał się 25 kwietnia 2016 roku. Na płycie znalazły się utwory „Cheer Up” (będący głównym singlem z płyty), remake piosenki Park Ji-yoon „Precious Love” (kor. 소중한 사랑) oraz „I’m Gonna Be A Star” będący piosenką przewodnią programu Sixteen. Tego samego dna odbył się shopcase w Yes24 Live Hall w Seulu. Twice zdobyły pierwszą nagrodę w programie muzycznym 5 maja 2016 roku – M Countdown, dokładnie rok po premierze pierwszego odcinka Sixteen, a następnie wygrały w programach Music Bank i Inkigayo.
23 września 2016 roku Twice ujawniły dwa oficjalne kolory: Apricot (Pantone 712 C) i Neon Magenta (Pantone 812 C), które oznaczają grupę i ich klub fanlub „ONCE”. Pięć dni później JYP Entertainment ogłosiło, że grupa przygotowuje się na comeback pod koniec października z nowym albumem i kolejnym utworem autorstwa Black Eyed Pilseung. 10 października agencja opublikowała rozkład zajęć związany z trzecim minialbumem, TWICEcoaster: LANE 1, poprzez oficjalną stronę zespołu i SNS, na którym znalazł się plan występów promujących płytę od 10 października, aż do premiery ich albumu – 24 października. 19 października dwukrotnie ujawniły oficjalne lightstick „Candy Bong”, które zostało zainspirowane piosenką „Candy Boy” z ich pierwszego minialbumu. W obchodach pierwszej rocznicy debiutu grupy, Twice zaprezentowały nową piosenkę „One in a Million”, transmitowaną na żywo przez Naver V Live 20 października o 22:30 KST.
24 października 2016 roku ukazał się minialbum TWICEcoaster: LANE 1 oraz teledysk do utworu „TT”. Tego samego dnia odbył się showcase, podczas którego Twice zaprezentowały utwory „One in a Million”, „Jelly Jelly” oraz „TT”.
11 listopada teledysk do utworu „Like OOH-AHH” osiągnął 100 milionów odsłon w YouTube, dzięki czemu Twice zostały czwartą grupą K-popową, która tego dokonała. Teledysk do „Cheer Up” osiągnął 100 mln odsłon sześć dni później. Osiem dni później utwór „Cheer Up” zdobył nagrodę „Piosenka Roku” podczas 8. Melon Music Awards, a 2 grudnia zdobył ową nagrodę podczas 18. Mnet Asian Music Awards. 5 grudnia ogłoszono przez oficjalny Twitter grupy, że ukaże się świąteczna wersja albumu Twicecoaster: Lane 1. Płyta ukazała się 19 grudnia z tą samą listą utworów.
Pod koniec roku YouTube opublikowało listę 10 najpopularniejszych teledysków w Korei w 2016 roku. Teledyski „Cheer Up” i „TT” znalazły się na pierwszej i trzeciej pozycji tej listy.

### 2017:TWICEcoaster: LANE 2, debiut w Japonii,SignaliTwicetagram
10 stycznia JYP Entertainment zapowiedziało pierwszą solową trasę koncertową Twice. Trzydniowa seria koncertów, zatytułowana Twice 1st Tour: Twiceland – The Opening, odbyła się w dniach 17–19 lutego w SK Olympic Handball Gymnasium. Następnie zespół koncertował w Tajlandii i Singapurze. 20 lutego ukazał się minialbum TWICEcoaster: LANE 2, z głównym singlem „Knock Knock”, będący ponownym wydaniem płyty TWICEcoaster: LANE 1.
Japońska strona zespołu i inne kanały społecznościowe zostały uruchomione na początku lutego 2017 roku. 24 lutego Twice oficjalnie ogłosiły, że ich japoński debiut z kompilacją zatytułowaną #Twice odbędzie się 28 czerwca 2017 roku.
W kwietniu JYP Entertainment zapowiedziało nowe wydawnictwo Twice. Minialbum Signal ukazał się 15 maja, razem z promującym go singlem o tym samym tytule wyprodukowanym przez Park Jin-younga.
14 czerwca ukazał się cyfrowy singel – japońska wersja „Signal”, razem z krótką wersją teledysku, jako zapowiedź albumu. Tydzień później ukazał się pełny teledysk japońskiej wersji piosenki „TT”, w reżyserii Jimmy’ego z BS Pictures. Oficjalnie zadebiutowały w Japonii 28 czerwca, wraz z wydaniem albumu #Twice. Składa się z dziesięciu piosenek, w tym zarówno koreańskich, jak i japońskich wersji pierwszych pięciu singli zespołu. 2 lipca miał miejsce pierwszy japoński showcase Twice, Touchdown in Japan, w Tokyo Metropolitan Gymnasium z udziałem 15 tys. osób. Album uplasował się na 2. miejscu listy Oricon Albums Chart, w ciągu tygodnia od premiery sprzedano 136 157 egzemplarzy. 8 października grupa wydała swój pierwszy japoński singel „One More Time”. Teledysk ukazał się 6 października. Singel osiągnął największą sprzedaż pierwszego dnia spośród południowokoreańskich girlsbandów w Japonii.
Na początku września 2017 roku portal Naver poinformował, że Twice nakręciły nowy teledysk w Kanadzie. Agencja zespołu zapowiedziała comeback zespołu na koniec października. Album Twicetagram ukazał się 30 października 2017 roku, wraz z promującym go utworem „Likey”. Album Twicetagram został wydany ponownie pt. Merry & Happy 11 grudnia, zawierał dwa nowe utwory: „Merry & Happy” i główny singel „Heart Shaker”.

### 2018–2019:What is Love?,Summer Nights,Yes or Yes,Fancy YouorazFeel Special
Drugi japoński singel zatytułowany „Candy Pop” ukazał się cyfrowo 12 stycznia 2018 roku, a fizycznie 7 lutego. Grupa rozpoczęła także swoją pierwszą trasę koncertową w Japonii, zatytułowaną Twice Showcase Live Tour 2018 „Candy Pop”, 19 stycznia koncertem w prefekturze Aichi.
Pod koniec marca Twice zapowiedziały premierę trzeciego japońskiego singla „Wake Me Up”. „Wake Me Up” został wydany 16 maja i uplasował się na 1. pozycji Oricon Weekly Single Chart. 9 kwietnia ukazał się piąty koreański minialbum zespołu, What is Love?, z głównym singlem o tym samym tytule. Druga krajowa trasa, zatytułowana Twice 2nd Tour: Twiceland Zone 2 – Fantasy Park, rozpoczęła się koncertami w Seulu 18–20 maja.
W czerwcu grupa zapowiedziała wydanie kolejnego albumu; Summer Nights ukazał się 9 lipca jako album specjalny. Zawierał sześć piosenek z poprzedniego minialbumu oraz trzy nowe piosenki, w tym główny singel „Dance the Night Away”. Pod koniec czerwca zespół zapowiedział premierę pierwszego japońskiego albumu studyjnego BDZ, który ukazał się 12 września. Od 29 września do 17 października trwała trasa TWICE 1st ARENA TOUR 2018 „BDZ” promująca japoński album.
Szósty minialbum Yes or Yes został wydany 5 listopada. 12 grudnia ukazała się jego wersja repackage, pt. The year of „YES”, z głównym singlem „The Best Thing I Ever Did” (kor. 올해 제일 잘한 일).
22 kwietnia 2019 roku zespół wydał siódmy koreański minialbum, zatytułowany Fancy You, wraz z głównym singlem Fancy.
Dwa japońskie single, pt. „HAPPY HAPPY” i „Breakthrough”, ukazały się kolejno 17 i 24 lipca. Oba single zdobyły platynowy certyfikat.
8 sierpnia ujawniono, że Twice kręcą nowy teledysk, a JYP Entertainment potwierdziło, że zespół przygotowuje się do comebacku bez ustalonej daty. 23 września wydały swój ósmy minialbum pt. Feel Special, wraz z teledyskiem do wiodącego singla o tym samym tytule. Mina nie wzięła udziału w promocjach płyty ze względu na stan zdrowia.

### 2020: Promocja w Stanach,More & MoreiEyes Wide Open
W marcu 2020 roku grupa dodała dwa przystanki do światowej trasy koncertowej Twicelights, w Tokyo Dome. Zakończenie trasy, pt. World Tour Twicelights Finale, miało się odbyć w Seulu w dniach 7 i 8 marca, w KSPO Dome, ale później zostało odwołane z powodu pandemii COVID-19. 24 lutego ogłoszono, że grupa podpisała kontrakt z Republic Records w celu promocji w Stanach Zjednoczonych w ramach partnerstwa JYP Entertainment z ową wytwórnią.
Serial dokumentalny Twice: Seize the Light pokazujący materiał z TWICE WORLD TOUR 2019 miał swoją premierę 29 kwietnia na YouTube Originals. 20 kwietnia ogłoszono, że grupa przygotowuje się do wydania nowego koreańskiego albumu w czerwcu. Dziewiąty minialbum, zatytułowany More & More ukazał się 1 czerwca, wraz z teledyskiem do tytułowego utworu.
Drugi koreański album studyjny Eyes Wide Open ukazał się 26 października, wraz z teledyskiem do głównego singla „I Can't Stop Me”.
Następnie Twice nawiązały współpracę z wirtualną grupą K/DA – Nayeon, Sana, Jihyo i Chaeyoung wystąpiły w piosence „I'll Show You” z pierwszego minialbumu grupy, All Out, wydanego 6 listopada. Cztery członkinie wykonały piosenkę obok amerykańskich piosenkarek Bekuh Boom i Anniki Wells. Następnie Twice wydały swój siódmy japoński singel zatytułowany „BETTER” 18 listopada. Singel zadebiutował na trzecim miejscu listy Billboard Japan Hot 100, odnotowując sprzedaż ponad 93 tys. egzemplarzy w dniach 16-22 listopada. 30 listopada grupa wystąpiła w amerykańskiej telewizji, w serii „#PlayAtHome” programu The Late Show With Stephen Colbert, wykonując piosenkę „I Can't Stop Me”. Dwa miesiące po premierze album zadebiutował na 72. miejscu listy Billboard 200.
Następnie Twice współpracowały z wirtualną grupą żeńską K/DA – członkinie Nayeon, Sana, Jihyo i Chaeyoung pojawiły się w piosence „I'll Show You” nagranej do pierwszego minialbumu All Out wydanego 6 listopada. Wokalistki wykonały piosenkę razem z amerykańskimi piosenkarkami Bekuh Boom i Annika Wells. 18 listopada ukazał się siódmy japoński singel zatytułowany „BETTER”, udostępniony w dystrybucji cyfrowej tydzień wcześniej.
1 grudnia poinformowano, że łączna sprzedaż albumów wyniosła ponad 5,81 miliona na Gaon. Biorąc pod uwagę sprzedaż płyt w Japonii, łączna sprzedaż przekroczyła 10 milionów w obu krajach. Podczas występu na Mnet Asian Music Awards w 2020 roku 6 grudnia, Twice wykonały niewydany jeszcze utwór zatytułowany „Cry For Me”, który grupa zadedykowała swoim fanom, a po dużym popycie piosenka została oficjalnie wydana jako cyfrowy singel 18 grudnia. Zadebiutował na szczycie listy Billboard World Digital Song Sales Chart.

### 2021:Taste of Love,Perfect WorldiFormula of Love: O+T=<3
6 marca 2021 roku odbył się drugi koncert online zatytułowany „Twice in Wonderland”, który po raz pierwszy został ogłoszony 14 stycznia. Koncert odbył się we współpracy z NTT docomo i był transmitowany przy użyciu różnych technologii, w tym AR (rzeczywistość rozszerzona) i MR (rzeczywistość mieszana). Pod koniec koncertu, Twice zapowiedziały premierę nowego japońskiego singla „Kura Kura” na 12 maja. Singel został przedpremierowo wydany na internetowych platformach streamingowych 20 kwietnia. Teledysk do utworu został również wydany tego samego dnia.
19 kwietnia JYP Entertainment ogłosiło plany wydania minialbumu w czerwcu 2021 roku. 28 kwietnia Twice pojawiły się w programie The Kelly Clarkson Show, gdzie wykonały utwór „Cry For Me”. Dziesiąty koreański minialbum grupy, Taste of Love, został wydany 11 czerwca. „Alcohol-Free”, główny singel z płyty, miał swoją premierę 9 czerwca wraz z teledyskiem. Po wydaniu teledysku liczba wyświetleń na YouTube przekroczyła 20 milionów w ciągu zaledwie 24 godzin. Taste of Love zadebiutował na 6. miejscu listy Billboard 200, stając się pierwszym albumem Twice w pierwszej dziesiątce w Stanach Zjednoczonych z odpowiednikiem 46 tys. sprzedanych egzemplarzy. Z tej sumy minialbum sprzedał się w liczbie 43 tys. płyt, co uczyniło go najlepiej sprzedającym się albumem w USA w owym tygodniu. 
Trzeci japoński album studyjny grupy, Perfect World, został wydany 28 lipca. Zawierał 10 utworów, w tym główny singel o tym samym tytule i trzy wcześniejsze single: „Fanfare”, „Better” i „Kura Kura”. 
1 października grupa wydała swój pierwszy oficjalny anglojęzyczny singel „The Feels”. Pod koniec teledysku do singla, który ukazał się tego samego dnia, zapowiedziano ich trzeci koreański album studyjny w Korei (szósty łącznie) i czwartą światową trasę koncertową. 11 października „The Feels” zadebiutował 83. pozycji na liście Billboard Hot 100. Piosenka trafiła również na listę UK Singles Chart, gdzie uplasowała się na 80. miejscu. Trzeci koreański album studyjny grupy, Formula of Love: O+T=＜3, został wydany 12 listopada wraz z głównym utworem „Scientist”. Album osiągnął 3. miejsce na liście Billboard 200, bijąc rekord Taste of Love. 
15 listopada grupa ogłosiła pięć pierwszych przystanków trasy koncertowej w ramach czwartej światowej trasy Twice 4th World Tour III. Trasa rozpoczęła się dwudniowym koncertem w Seulu w dniach 25–26 grudnia. 3 grudnia wydały przedpremierowo swój dziewiąty japoński singel „Doughnut” wraz z teledyskiem. Został fizycznie wydany 15 grudnia w Japonii.

### 2022: TrasaTwice 4th World Tour III
Po pomyślnym zakończeniu siedmiodniowej trasy po USA Twice 4th World Tour III, która zakończyła się 27 lutego 2022 roku, Twice zostały pierwszym żeńskim zespołem K-popowym, który odbył dwie oddzielne trasy koncertowe na największym światowym rynku muzycznym, gromadząc około 100 tys. fanów. Pierwotnie ogłoszono tylko po jednej dacie dla LA i NY, ale kolejne koncerty zostały szybko dodane ze względu na duży popyt. Po sukcesie trasy po Stanach Zjednoczonych, Twice zapowiedziały koncert na bis na stadionie Banc of California w Los Angeles. Do planowanego koncertu na 14 maja, grupa postanowiła zorganizować dodatkowy występ 15 maja w związku z dużym zainteresowaniem.
Ponadto grupa dała dwa koncerty w Tokyo Dome w Japonii (23 i 24 kwietnia), ale ponieważ bilety zostały wyprzedane w dniu otwarcia sprzedaży, został dodany występ 25 kwietnia. Z trzema wyprzedanymi koncertami w Tokyo Dome, Twice stały się pierwszą żeńską grupą K-popową i drugą ogólnie (po AKB48), która zorganizowała trzydniowy koncert w tym miejscu.

## Członkowie
| Pseudonim   | Pseudonim | Prawdziwe imię                                    | Data urodzenia        | Miejsce urodzenia                       | Pozycja w zespole                                          |
| Latynizacja | Hangul    | Prawdziwe imię                                    | Data urodzenia        | Miejsce urodzenia                       | Pozycja w zespole                                          |
| ----------- | --------- | ------------------------------------------------- | --------------------- | --------------------------------------- | ---------------------------------------------------------- |
| Nayeon      | 나연      | Im Na-yeon (kor. 임나연)                          | 22 września 1995(dts) | Seul, Korea Południowa                  | prowadząca wokalistka, prowadząca tancerka, center         |
| Jeongyeon   | 정연      | Yoo Jeong-yeon (kor. 유정연)                      | 1 listopada 1996(dts) | Suwon, Korea Południowa                 | prowadząca wokalistka                                      |
| Momo        | 모모      | Hirai Momo (jap. 平井 もも)                       | 9 listopada 1996(dts) | Kioto, Japonia                          | główna tancerka, wokalistka pomocnicza, raperka pomocnicza |
| Sana        | 사나      | Minatozaki Sana (jap. 湊崎 紗夏)                  | 29 grudnia 1996(dts)  | Osaka, Japonia                          | wokalistka pomocnicza                                      |
| Jihyo       | 지효      | Park Ji-hyo (kor. 박지효)                         | 1 lutego 1997(dts)    | Guri, Korea Południowa                  | główna wokalistka, liderka                                 |
| Mina        | 미나      | Miyōi Mina (jap. 名井 南)                         | 24 marca 1997(dts)    | San Antonio (Teksas), Stany Zjednoczone | główna tancerka, wokalistka pomocnicza                     |
| Dahyun      | 다현      | Kim Da-hyun (kor. 김다현)                         | 28 maja 1998(dts)     | Seongnam, Korea Południowa              | raperka prowadząca, wokalistka pomocnicza                  |
| Chaeyoung   | 채영      | Son Chae-young (kor. 손채영)                      | 23 kwietnia 1999(dts) | Seul, Korea Południowa                  | główna raperka, wokalistka pomocnicza                      |
| Tzuyu       | 쯔위      | Chou Tzu-yu (chiń. upr. 周子瑜; pinyin Zhōu Zǐyú) | 14 czerwca 1999(dts)  | Tainan, Tajwan                          | prowadząca tancerka, wokalistka pomocnicza, wizual, maknae |

## Dyskografia
Albumy koreańskie
- Twicetagram (2017)
- Merry & Happy (2017, repackage album)
- Eyes Wide Open (2020)
- Formula of Love: O+T=＜3 (2021)

Albumy japońskie
- BDZ (2018)
- &Twice (2019)
- Perfect World (2021)
- Celebrate (2022)

## Nagrody i nominacje
Twice otrzymały pierwszą nominację i nagrodę na Mnet Asian Music Awards w 2015 w kategorii Best New Female Artist.
Twice zdobyły pierwszą nagrodę w programie muzycznym za „Cheer Up” 5 maja 2016 w programie M Countdown. Grupa zdobyła także kilka nagród, w tym Piosenka Roku z „Cheer Up” podczas dwóch dużych festiwali muzycznych – Melon Music Awards i Mnet Asian Music Awards. Piosenka „Signal” z czwartego minialbumu o tym samym tytule, zdobyła drugą nagrodę Piosenka Roku na Mnet Asian Music Awards 30 listopada 2017, czyniąc Twice pierwszym artystą, który wygrał tę nagrodę dwa lata z rzędu. W maju następnego roku zostały pierwszym artystą, który wygrał siedem Triple Crowns w Inkigayo. Twice otrzymały trzecią z rzędu nagrodę Piosenka Roku na Mnet Asian Music Awards w 2018 roku za piosenkę „What Is Love?” z piątego minialbumu o tym samym tytule, czyniąc je pierwszą grupą, która wygrała tę nagrodę przez trzy lata z rzędu.